# عباس حسن حسون
عباس حسن حسون (انگلیسی: Abbas Hassan Hassun؛ زادهٔ ۱ ژوئیهٔ ۱۹۷۸) بازیکن فوتبال است.
وی همچنین در تیم ملی فوتبال عراق بازی کرده‌است.